# David Peebles
David Peebles (mort en 1579?) est un compositeur écossais de musique sacrée.

## Biographie
On connaît peu de choses de sa vie mais la majorité de ses compositions datent de la période allant de 1530 à 1576. Il est chanoine au prieuré des Augustins de St Andrews jusqu'à la Réforme écossaise (1559–60). Après avoir quitté le prieuré à l'époque de la Réforme, il semble s'être marié et avoir eu deux enfants. Il est mort quelque temps avant 1592 puisque le testament de son épouse à cette date la décrit comme la « relique » de Peebles et mentionne deux fils légitimes, Andrew et Thomas.
Sa composition la plus connue, Si quis diligit me (texte de l'Évangile selon Jean 14:23), est un motet pour quatre voix (SATB) écrit vers 1530 et présenté au roi Jacques V d'Écosse, qui being a musitian ... did lyke it verray weill. Francy Heagy ajoute une partie d'alto à ce motet autour de 1547, partie conservée dans la plupart des éditions contemporaines.
Au cours des années 1560, à la suite de la Réforme, Peebles reçoit commande de James Stewart (en), comte de Moray et fils naturel de Jacques V, de mettre en musique le livre des Psaumes en quatre  parties. Cent et cinq de ces adaptations, écrites avec la mélodie pour la voix de ténor, ont été composées pour être utilisées dans les églises écossaises.

## Source de la traduction
- (en) Cet article est partiellement ou en totalité issu de l’article de Wikipédia en anglais intitulé « David Peebles » (voir la liste des auteurs).